# Caio César Franco da Silveira
Caio César Franco da Silveira, meglio noto come Caio Silveira (Leme, 3 maggio 1966), è un ex cestista brasiliano.

## Carriera
Con il Brasile ha disputato i Giochi olimpici di Atlanta 1996.